# ارمنستان در مسابقه آواز یوروویژن نوجوانان ۲۰۱۸
ارمنستان در مسابقه آواز یوروویژن نوجوانان ۲۰۱۸ که در تاریخ ۲۵ نوامبر ۲۰۱۸ در مینسک، بلاروس برگزار شد، شرکت کرد. پخش‌کننده ارمنی تلویزیون عمومی ارمنستان (ARMTV) مسئول سازماندهی ورودی این کشور در مسابقه بود.

## پیشینه
قبل از مسابقه ۲۰۱۸، ارمنستان یازده بار در مسابقه آواز یوروویژن نوجوانان از زمان اولین شرکت خود در ۲۰۰۷ شرکت کرده بود. ارمنستانی‌ها با بهترین نتیجه در مسابقات سال ۲۰۱۰ که در آن با آهنگ ماما، اجرا شده توسط ولادیمیر آرزومانیان، برنده شدند. ارمنستان سپس میزبان مسابقه آواز یوروویژن نوجوانان ۲۰۱۱ در پایتخت ارمنستان، ایروان شد.

## قبل از یوروویژن نوجوانان

### دپی مانکاکان اوراتسیل ۲۰۱۸
دپی مانکاکان اوراتسیل ۲۰۱۸ (ارمنی: Դեպի Մանկական Եվրատեսիլ ۲۰۱۸)(به سوی یوروویژن نوجوانان ۲۰۱۸) اولین دوره از فینال ملی دپی مانکاکان اوراتسیل بود که نمایندگان ارمنستان برای مسابقه آواز یوروویژن نوجوانان سال ۲۰۱۸ را انتخاب کرد. این رقابت از تاریخ ۹ سپتامبر ۲۰۱۸ با اولین نیمه‌نهایی آغاز شد و با انتخاب آهنگ و هنرمند برنده در فینال در تاریخ ۲۲ سپتامبر ۲۰۱۸ به پایان رسید. تمام برنامه‌ها در این رقابت در استودیوهای ارمنستان ۱ در ایروان برگزار شد و از طریق همین شبکه تلویزیونی و همچنین به صورت آنلاین از طریق وب‌سایت پخش‌کننده 1tv.am پخش گردید.

#### ورودی‌های رقابتی
۲۳ خواننده منتخب در ژوئیه سال ۲۰۱۸ معرفی شدند. ۱۲ نفر اول این بخش رقابتی در ۳۰ اوت ۲۰۱۸ معرفی شدند و ۱۲ نماینده باقی‌مانده یک روز بعد معرفی شدند.
| هنرمند            | آهنگ                          | نویسنده(ها)                       |
| ----------------- | ----------------------------- | --------------------------------- |
| آناهیت آراکلیان   | "شابادیبام" (Շաբադիբամ)       | آرمن ویرابیان                     |
| آنی               | "فرشتگان"                     | حاسمیک ملقونیان                   |
| آنا               | "۱ ۲ ۳ ۴"                     | نیک ایگیبیان                      |
| آرپی              | "پار" (Պար)                   | تیگران پترسیان، آدا سیمونیان      |
| گور ایکس          | "چرا نه"                      | گور ایکس                          |
| الیزا             | "ایم ارازانک" (Իմ երազանք)    | تیگران آوتسیان، لیانا توروستیان   |
| اریک              | "آری پاری" (Արի պարի)         | نیک ایگیبیان                      |
| لیا               | "کاماچ-کاماچ" (Կամաց-կամաց)   | نیک ایگیبیان، ولادیمیر پوغوسیان   |
| لیلی              | "پایکار" (Պայքար)             | ایجین، آنا دانیلیان               |
| ال.ای.وی.اُ. اِن    | "ال.ای.وی.اُ. اِن"              | آرتیم والتر                       |
| هاروت هاروتیونیان | "آمار اِه" (Ամառ է)            | آرتیم والتر                       |
| ماریا پترسیان     | "تولدت مبارک"                 | نیک ایگیبیان                      |
| ملیسا             | "قاملئون" (Քամելեոն)          | دیوید بادالیان                    |
| یوراهاتوک         | "یوراهاتوک" (Յուրահատուկ)     | میقاییل مارگاریان                 |
| نارِ الیزباریان    | "تو می‌توانی" (Դու կարող ես)   | سوسانا بارسیگیان                  |
| ساتی              | "اینستا" (Ինստա)              | نیک ایگیبیان                      |
| سکوندا            | "کز ایِم یرِوان" (Քեզ իմ Երևան) | کارن آنانیان، آرمنه گریگوریان     |
| سرج آراکیلیان     | "حالت خوبه"                   | گریگور کیوکیچیان                  |
| سیلوا گریگوریان   | "پوکرک زینور" (Փոքրիկ զինվոր) | ریچارد مادلنیان، گریگور کیوکیچیان |
| وهاغن مسروبیان    | "اس اِکِل اِم" (Ես եկել եմ)      | سوسانا بارسیگیان                  |
| وردان مارگاریان   | "جاناپار" (Ճանապարհ)          | مانه حکوبیان، آوت بارسیگیان       |
| ووو               | "لگو"                         | مارتین میرزویان، گریگور کیوکیچیان |
| ۱+۱               | "میشت میاسین" (Միշտ միասին)   | کریستین داوتیان                   |

#### نیمه‌نهایی
نیمه‌نهایی‌ها در تاریخ ۹ و ۱۶ سپتامبر ۲۰۱۸ برگزار شدند. یازده هنرمند در نیمه‌نهایی اول و دوازده هنرمند در نیمه‌نهایی دوم شرکت کردند، و پنج نماینده از هر دو نیمه‌نهایی به فینال بزرگ راه یافتند. پس از رای‌گیری عمومی و رأی هیئت داوران متشکل از دو دسته (داوران بزرگ‌سال و داوران نوجوانان)، فهرست نهایی‌ها تعیین شد.
کلید:
| قرعه | هنرمند          | آهنگ             | هیئت داوران بزرگ‌سال | هیئت داوران بزرگ‌سال | هیئت داوران نوجوانان | هیئت داوران نوجوانان | تلفن‌ووت | تلفن‌ووت | مجموع | جایگاه |
| قرعه | هنرمند          | آهنگ             | آرا                 | امتیاز              | آرا                  | امتیاز               | آرا     | امتیاز  | مجموع | جایگاه |
| ---- | --------------- | ---------------- | ------------------- | ------------------- | -------------------- | -------------------- | ------- | ------- | ----- | ------ |
| ۱    | آنا             | "۱ ۲ ۳ ۴"        | ۳۳                  | ۷                   | ۴۲                   | ۸                    | ۳۰۶     | ۴       | ۱۹    | ۶      |
| ۲    | آرپی            | "پار"            | ۲۶                  | ۴                   | ۲۷                   | ۶                    | ۲۸۰     | ۳       | ۱۳    | ۸      |
| ۳    | نارِ الیزباریان  | "تو می‌توانی"     | ۲۷                  | ۵                   | ۹                    | ۱                    | ۴۹۸     | ۷       | ۱۳    | ۷      |
| ۴    | گور ایکس        | "چرا نه"         | ۱۹                  | ۲                   | ۱۶                   | ۳                    | ۲۱۶     | ۲       | ۷     | ۱۱     |
| ۵    | وردان مارگاریان | "جاناپار"        | ۴۱                  | ۹                   | ۴۷                   | ۱۰                   | ۱٬۳۸۳   | ۱۱      | ۳۰    | ۱      |
| ۶    | ۱+۱             | "میشت میاسین"    | ۱۱                  | ۱                   | ۱۴                   | ۲                    | ۵۷۲     | ۹       | ۱۲    | ۹      |
| ۷    | الیزا           | "ایم ارازانک"    | ۲۹                  | ۶                   | ۲۶                   | ۵                    | ۶۵۹     | ۱۰      | ۲۱    | ۴      |
| ۸    | آنی             | "فرشتگان"        | ۳۶                  | ۸                   | ۴۰                   | ۷                    | ۳۹۳     | ۵       | ۲۰    | ۵      |
| ۹    | ماریا پترسیان   | "تولدت مبارک"    | ۲۴                  | ۳                   | ۱۷                   | ۴                    | ۱۴۷     | ۱       | ۸     | ۱۰     |
| ۱۰   | ال.ای.وی.اُ. اِن  | "ال.ای.وی.اُ. اِن" | ۴۳                  | ۱۱                  | ۴۸                   | ۱۱                   | ۵۳۶     | ۸       | ۳۰    | ۱      |
| ۱۱   | لیا             | "کاماچ-کاماچ"    | ۴۱                  | ۹                   | ۴۴                   | ۹                    | ۴۸۶     | ۶       | ۲۴    | ۳      |

| قرعه | آهنگ             | داور ۱ | داور ۲ | داور ۳ | داور ۴ | داور ۵ | مجموع |
| ---- | ---------------- | ------ | ------ | ------ | ------ | ------ | ----- |
| ۱    | "۱ ۲ ۳ ۴"        | ۱۱     | ۳      | ۱۰     | ۸      | ۱      | ۳۳    |
| ۲    | "پار"            | ۲      | ۲      | ۸      | ۳      | ۱۱     | ۲۶    |
| ۳    | "تو می‌توانی"     | ۸      | ۸      | ۲      | ۷      | ۲      | ۲۷    |
| ۴    | "چرا نه"         | ۶      | ۴      | ۳      | ۲      | ۴      | ۱۹    |
| ۵    | "جاناپار"        | ۳      | ۹      | ۹      | ۱۱     | ۹      | ۴۱    |
| ۶    | "میشت میاسین"    | ۱      | ۵      | ۱      | ۱      | ۳      | ۱۱    |
| ۷    | "ایم ارازانک"    | ۷      | ۶      | ۵      | ۶      | ۵      | ۲۹    |
| ۸    | "فرشتگان"        | ۴      | ۱۰     | ۷      | ۵      | ۱۰     | ۳۶    |
| ۹    | "تولدت مبارک"    | ۵      | ۱      | ۶      | ۴      | ۸      | ۲۴    |
| ۱۰   | "ال.ای.وی.اُ. اِن" | ۹      | ۷      | ۱۱     | ۱۰     | ۶      | ۴۳    |
| ۱۱   | "کاماچ-کاماچ"    | ۱۰     | ۱۱     | ۴      | ۹      | ۷      | ۴۱    |

| قرعه | آهنگ             | داور ۱ | داور ۲ | داور ۳ | داور ۴ | داور ۵ | مجموع |
| ---- | ---------------- | ------ | ------ | ------ | ------ | ------ | ----- |
| ۱    | "۱ ۲ ۳ ۴"        | ۱۱     | ۴      | ۸      | ۸      | ۱۱     | ۴۲    |
| ۲    | "پار"            | ۳      | ۸      | ۵      | ۶      | ۵      | ۲۷    |
| ۳    | "تو می‌توانی"     | ۴      | ۲      | ۱      | ۱      | ۱      | ۹     |
| ۴    | "چرا نه"         | ۲      | ۳      | ۳      | ۲      | ۶      | ۱۶    |
| ۵    | "جاناپار"        | ۷      | ۱۰     | ۱۰     | ۱۰     | ۱۰     | ۴۷    |
| ۶    | "میشت میاسین"    | ۵      | ۱      | ۲      | ۴      | ۲      | ۱۴    |
| ۷    | "ایم ارازانک"    | ۶      | ۶      | ۶      | ۵      | ۳      | ۲۶    |
| ۸    | "فرشتگان"        | ۹      | ۹      | ۷      | ۷      | ۸      | ۴۰    |
| ۹    | "تولدت مبارک"    | ۱      | ۵      | ۴      | ۳      | ۴      | ۱۷    |
| ۱۰   | "ال.ای.وی.اُ. اِن" | ۱۰     | ۱۱     | ۱۱     | ۹      | ۷      | ۴۸    |
| ۱۱   | "کاماچ-کاماچ"    | ۸      | ۷      | ۹      | ۱۱     | ۹      | ۴۴    |

| قرعه | هنرمند            | آهنگ           | هیئت داوران بزرگ‌سال | هیئت داوران بزرگ‌سال | هیئت داوران نوجوانان | هیئت داوران نوجوانان | تلویزیونی | تلویزیونی | مجموع | رتبه |
| قرعه | هنرمند            | آهنگ           | آراء                | امتیازها            | آراء                 | امتیازها             | آراء      | امتیازها  | مجموع | رتبه |
| ---- | ----------------- | -------------- | ------------------- | ------------------- | -------------------- | -------------------- | --------- | --------- | ----- | ---- |
| ۱    | ساتی              | "اینستا"       | ۴۷                  | ۱۱                  | ۴۱                   | ۸                    | ۱۹۰       | ۱         | ۲۰    | ۶    |
| ۲    | سرژ آراکلیان      | "حالت خوب"     | ۳۴                  | ۷                   | ۴۸                   | ۱۱                   | ۳۵۰       | ۵         | ۲۳    | ۳    |
| ۳    | سیلوا گریگوریان   | "پوقریک زینور" | ۲۹                  | ۵                   | ۲۷                   | ۴                    | ۵۱۳       | ۱۰        | ۱۹    | ۷    |
| ۴    | یوراهاتوک         | "یوراهاتوک"    | ۱۳                  | ۲                   | ۱۴                   | ۲                    | ۲۲۵       | ۳         | ۷     | ۱۲   |
| ۵    | ووا               | "لگو"          | ۴۹                  | ۱۲                  | ۳۸                   | ۷                    | ۹۹۱       | ۱۲        | ۳۱    | ۱    |
| ۶    | لیلی              | "پیکار"        | ۴۳                  | ۹                   | ۵۰                   | ۱۲                   | ۲۷۷       | ۴         | ۲۵    | ۲    |
| ۷    | سیکوندا           | "قِز ایم یروان" | ۲۸                  | ۴                   | ۲۰                   | ۳                    | ۳۷۳       | ۶         | ۱۳    | ۱۰   |
| ۸    | ملیسا             | "کامله"        | ۲۶                  | ۳                   | ۲۸                   | ۵                    | ۵۴۱       | ۱۱        | ۱۹    | ۷    |
| ۹    | واهاگن مسروبیان   | "اس اِکِل اِم"    | ۱۰                  | ۱                   | ۶                    | ۱                    | ۴۵۶       | ۸         | ۱۰    | ۱۱   |
| ۱۰   | اریک              | "آری پری"      | ۴۳                  | ۹                   | ۴۱                   | ۸                    | ۲۰۱       | ۲         | ۱۹    | ۹    |
| ۱۱   | آناهیت آراکلیان   | "شابادیبام"    | ۳۹                  | ۸                   | ۳۶                   | ۶                    | ۳۹۴       | ۷         | ۲۱    | ۵    |
| ۱۲   | هاروت هاروتیونیان | "آمار ای"      | ۲۹                  | ۵                   | ۴۱                   | ۸                    | ۴۷۹       | ۹         | ۲۲    | ۴    |

| قرعه | آهنگ           | هیئت ۱ | هیئت ۲ | هیئت ۳ | هیئت ۴ | هیئت ۵ | مجموع |
| ---- | -------------- | ------ | ------ | ------ | ------ | ------ | ----- |
| ۱    | "اینستا"       | ۱۰     | ۵      | ۱۰     | ۱۱     | ۱۱     | ۴۷    |
| ۲    | "حالت خوب"     | ۸      | ۶      | ۳      | ۹      | ۸      | ۳۴    |
| ۳    | "پوقریک زینور" | ۱      | ۸      | ۶      | ۸      | ۶      | ۲۹    |
| ۴    | "یوراهاتوک"    | ۲      | ۲      | ۴      | ۳      | ۲      | ۱۳    |
| ۵    | "لگو"          | ۱۱     | ۱۲     | ۱۲     | ۴      | ۱۰     | ۴۹    |
| ۶    | "پیکار"        | ۹      | ۱۰     | ۵      | ۱۲     | ۷      | ۴۳    |
| ۷    | "قِز ایم یروان" | ۷      | ۷      | ۸      | ۵      | ۱      | ۲۸    |
| ۸    | "کامله"        | ۶      | ۹      | ۱      | ۶      | ۴      | ۲۶    |
| ۹    | "اس اِکِل اِم"    | ۳      | ۱      | ۲      | ۱      | ۳      | ۱۰    |
| ۱۰   | "آری پری"      | ۱۲     | ۴      | ۱۱     | ۷      | ۹      | ۴۳    |
| ۱۱   | "شابادیبام"    | ۵      | ۱۱     | ۹      | ۲      | ۱۲     | ۳۹    |
| ۱۲   | "آمار ای"      | ۴      | ۳      | ۷      | ۱۰     | ۵      | ۲۹    |

| قرعه | آهنگ           | هیئت ۱ | هیئت ۲ | هیئت ۳ | هیئت ۴ | هیئت ۵ | مجموع |
| ---- | -------------- | ------ | ------ | ------ | ------ | ------ | ----- |
| ۱    | "اینستا"       | ۱۱     | ۱۰     | ۷      | ۱۰     | ۳      | ۴۱    |
| ۲    | "حالت خوب"     | ۱۰     | ۷      | ۹      | ۱۲     | ۱۰     | ۴۸    |
| ۳    | "پوقریک زینور" | ۷      | ۳      | ۴      | ۶      | ۷      | ۲۷    |
| ۴    | "یوراهاتوک"    | ۳      | ۴      | ۳      | ۲      | ۲      | ۱۴    |
| ۵    | "لگو"          | ۶      | ۹      | ۱۲     | ۳      | ۸      | ۳۸    |
| ۶    | "پیکار"        | ۱۲     | ۱۱     | ۵      | ۱۱     | ۱۱     | ۵۰    |
| ۷    | "قِز ایم یروان" | ۱      | ۲      | ۲      | ۹      | ۶      | ۲۰    |
| ۸    | "کامله"        | ۵      | ۸      | ۶      | ۵      | ۴      | ۲۸    |
| ۹    | "اس اِکِل اِم"    | ۲      | ۱      | ۱      | ۱      | ۱      | ۶     |
| ۱۰   | "آری پری"      | ۸      | ۶      | ۱۱     | ۴      | ۱۲     | ۴۱    |
| ۱۱   | "شابادیبام"    | ۴      | ۵      | ۱۰     | ۸      | ۹      | ۳۶    |
| ۱۲   | "آمار ای"      | ۹      | ۱۲     | ۸      | ۷      | ۵      | ۴۱    |

#### فینال
فینال در تاریخ ۲۲ سپتامبر ۲۰۱۸ برگزار شد. پس از کسب آراء عمومی و هیئت داوران در دو دسته (هیئت داوران بزرگ‌سال و هیئت داوران نوجوانان)، لِوُن در نهایت برای نمایندگی ارمنستان در مسابقه یوروویژن نوجوانان در سال ۲۰۱۸ انتخاب شد.
| شماره | هنرمند            | آهنگ          | هیئت داوران بزرگسالان | هیئت داوران بزرگسالان | هیئت داوران نوجوانانان | هیئت داوران نوجوانانان | رای‌گیری تلفنی | رای‌گیری تلفنی | مجموع | رتبه |
| شماره | هنرمند            | آهنگ          | مجموع                 | امتیاز                | مجموع                  | امتیاز                 | رای‌ها         | امتیاز        | مجموع | رتبه |
| ----- | ----------------- | ------------- | --------------------- | --------------------- | ---------------------- | ---------------------- | ------------- | ------------- | ----- | ---- |
| ۱     | لیا               | "کاماک-کاماک" | ۱۴                    | ۱                     | ۲۵                     | ۴                      | ۷۰۶           | ۴             | ۹     | ۹    |
| ۲     | آناهیتا آراکلیان  | "شابادیبام"   | ۲۹                    | ۷                     | ۱۱                     | ۱                      | ۵۳۲           | ۳             | ۱۱    | ۸    |
| ۳     | هاروت هاروتیونیان | "آمار اِ"      | ۱۸                    | ۲                     | ۱۷                     | ۲                      | ۵۳۰           | ۲             | ۶     | ۱۰   |
| ۴     | لیلی              | "پیکار"       | ۱۸                    | ۲                     | ۳۴                     | ۸                      | ۷۶۲           | ۵             | ۱۵    | ۵    |
| ۵     | ووآ               | "لِگُو"         | ۴۲                    | ۹                     | ۲۶                     | ۵                      | ۱٬۵۶۴         | ۹             | ۲۳    | ۳    |
| ۶     | سرج آراکیلیان     | "حال خوب"     | ۲۴                    | ۵                     | ۳۱                     | ۷                      | ۴۳۷           | ۱             | ۱۳    | ۶    |
| ۷     | واردان مارگاریان  | "جاناپارح"    | ۳۶                    | ۸                     | ۳۴                     | ۸                      | ۲٬۴۲۳         | ۱۰            | ۲۶    | ۲    |
| ۸     | الیزا             | "ام اراذانق"  | ۱۸                    | ۲                     | ۱۹                     | ۳                      | ۸۳۶           | ۷             | ۱۲    | ۷    |
| ۹     | ال.اِ.و. اِن        | "ال.اِ.و. اِن"  | ۴۹                    | ۱۰                    | ۴۸                     | ۱۰                     | ۱٬۵۴۷         | ۸             | ۲۸    | ۱    |
| ۱۰    | آنی               | "فرشتگان"     | ۲۷                    | ۶                     | ۳۰                     | ۶                      | ۸۰۸           | ۶             | ۱۸    | ۴    |

| شماره | آهنگ          | هیئت داور ۱ | هیئت داور ۲ | هیئت داور ۳ | هیئت داور ۴ | هیئت داور ۵ | مجموع |
| ----- | ------------- | ----------- | ----------- | ----------- | ----------- | ----------- | ----- |
| ۱     | "کاماک-کاماک" | ۳           | ۲           | ۲           | ۱           | ۶           | ۱۴    |
| ۲     | "شابادیبام"   | ۵           | ۴           | ۱۰          | ۶           | ۴           | ۲۹    |
| ۳     | "آمار اِ"      | ۴           | ۱           | ۴           | ۴           | ۵           | ۱۸    |
| ۴     | "پیکار"       | ۱           | ۵           | ۵           | ۵           | ۲           | ۱۸    |
| ۵     | "لِگُو"         | ۹           | ۹           | ۷           | ۹           | ۸           | ۴۲    |
| ۶     | "حال خوب"     | ۷           | ۷           | ۶           | ۳           | ۱           | ۲۴    |
| ۷     | "جاناپارح"    | ۸           | ۸           | ۳           | ۸           | ۹           | ۳۶    |
| ۸     | "ام اراذانق"  | ۶           | ۶           | ۱           | ۲           | ۳           | ۱۸    |
| ۹     | "ال.اِ.و. اِن"  | ۱۰          | ۱۰          | ۹           | ۱۰          | ۱۰          | ۴۹    |
| ۱۰    | "فرشتگان"     | ۲           | ۳           | ۸           | ۷           | ۷           | ۲۷    |

| شماره | آهنگ          | هیئت داور ۱ | هیئت داور ۲ | هیئت داور ۳ | هیئت داور ۴ | هیئت داور ۵ | مجموع |
| ----- | ------------- | ----------- | ----------- | ----------- | ----------- | ----------- | ----- |
| ۱     | "کاماک-کاماک" | ۶           | ۲           | ۵           | ۵           | ۷           | ۲۵    |
| ۲     | "شابادیبام"   | ۲           | ۱           | ۶           | ۱           | ۱           | ۱۱    |
| ۳     | "آمار اِ"      | ۱           | ۳           | ۴           | ۳           | ۶           | ۱۷    |
| ۴     | "پیکار"       | ۸           | ۸           | ۲           | ۶           | ۱۰          | ۳۴    |
| ۵     | "لِگُو"         | ۵           | ۷           | ۹           | ۲           | ۳           | ۲۶    |
| ۶     | "حال خوب"     | ۴           | ۶           | ۷           | ۹           | ۵           | ۳۱    |
| ۷     | "جاناپارح"    | ۷           | ۹           | ۸           | ۸           | ۲           | ۳۴    |
| ۸     | "ام اراذانق"  | ۳           | ۴           | ۱           | ۷           | ۴           | ۱۹    |
| ۹     | "ال.اِ.و. اِن"  | ۱۰          | ۱۰          | ۱۰          | ۱۰          | ۸           | ۴۸    |
| ۱۰    | "فرشتگان"     | ۹           | ۵           | ۳           | ۴           | ۹           | ۳۰    |

## اطلاعات هنرمند و آهنگ

### لئون گالستیان
لئون گالستیان (زادهٔ ۲۰ مه ۲۰۰۶) یک خواننده نوجوان ارمنستانی-روسی است. او ارمنستان را در مسابقه آواز یوروویژن نوجوانان ۲۰۱۸ با آهنگ "L.E.V.O.N" نمایندگی کرد و در جایگاه نهم با ۱۲۵ امتیاز قرار گرفت.
لئون با مسابقات آواز آشنا بود، چرا که در سال ۲۰۱۶ در برنامه «صدای بچه‌ها» روسیه شرکت کرد و مربی‌اش ولری ملادزه بود. از آن زمان، او در مسابقات محلی و بین‌المللی شرکت کرده است، از جمله مسابقه موج نو در روسیه. او به عنوان بخشی از گروه صدای آرتساخ است.

### L.E.V.O.N
«L.E.V.O.N» یک آهنگ از خواننده نوجوان ارمنستانی-روسی، لئون گالستیان است. او ارمنستان را در مسابقه آواز یوروویژن نوجوانان ۲۰۱۸ نمایندگی کرد و در جایگاه نهم با ۱۲۵ امتیاز قرار گرفت.

## در یوروویژن جوانان
در مراسم افتتاحیه و قرعه‌کشی ترتیب اجرا که هر دو در ۱۹ نوامبر ۲۰۱۸ برگزار شدند، ارمنستان در ۲۵ نوامبر ۲۰۱۸ برای اجرا در رتبه هفدهم قرار گرفت، پس از مقدونیه و پیش از ولز.

### رای‌دهی
همان سیستم رأی‌گیری که در نسخه ۲۰۱۷ معرفی شده بود، مورد استفاده قرار گرفت، جایی که نتایج بر اساس ۵۰٪ رأی‌گیری آنلاین و ۵۰٪ رأی‌گیری هیئت داوران تعیین می‌شد. هر کشور یک هیئت داوری ملی داشت که از سه حرفه‌ای صنعت موسیقی و دو نوجوان بین ۱۰ تا ۱۵ سال که شهروندان کشوری بودند که نمایندگی می‌کردند، تشکیل شده بود. رتبه‌بندی‌های آن داوران برای تعیین ده تیم برتر نهایی ترکیب می‌شد.
رأی‌گیری آنلاین شامل دو مرحله بود. مرحله اول رأی‌گیری آنلاین در ۲۳ نوامبر ۲۰۱۸ آغاز شد، زمانی که خلاصه‌ای از تمام اجراهای تمرینی در وب‌سایت مسابقه Junioreurovision.tv پخش شد و سپس بینندگان می‌توانستند رأی دهند. پس از این، رأی‌دهندگان همچنین این گزینه را داشتند که کلیپ‌های یک‌دقیقه‌ای طولانی‌تری از هر تمرین شرکت‌کنندگان تماشا کنند. این دور اول رأی‌گیری در ۲۵ نوامبر ساعت ۱۵:۵۹ به وقت محلی به پایان رسید. مرحله دوم رأی‌گیری آنلاین در طول برنامه زنده و بلافاصله پس از آخرین اجرا آغاز شد و به مدت ۱۵ دقیقه باز بود. بینندگان بین‌المللی می‌توانستند حداقل برای سه و حداکثر برای پنج آهنگ رأی دهند. آنها همچنین می‌توانستند برای آهنگ کشور خود رأی دهند. این رأی‌ها سپس به امتیاز تبدیل شدند که بر اساس درصد آراء دریافتی تعیین می‌شد. به‌طور مثال، اگر یک آهنگ ۱۰٪ از آراء را دریافت می‌کرد، ۱۰٪ از امتیازات موجود را دریافت می‌کرد.
| امتیاز                                      | کشور                         |
| ------------------------------------------- | ---------------------------- |
| ۱۲ امتیاز                                   |                              |
| ۱۰ امتیاز                                   |                              |
| ۸ امتیاز                                    | فرانسه                       |
| ۷ امتیاز                                    | مالت                         |
| ۶ امتیاز                                    | - استرالیا - هلند - پرتغال   |
| ۵ امتیاز                                    | بلاروس                       |
| ۴ امتیاز                                    | - اسرائیل - لهستان           |
| ۳ امتیاز                                    | - آلبانی - ایتالیا - اوکراین |
| ۲ امتیاز                                    |                              |
| ۱ امتیاز                                    |                              |
| ارمنستان ۷۰ امتیاز از رای آنلاین دریافت کرد |                              |

| امتیاز    | کشور          |
| --------- | ------------- |
| ۱۲ امتیاز | بلاروس        |
| ۱۰ امتیاز | روسیه         |
| ۸ امتیاز  | گرجستان       |
| ۷ امتیاز  | استرالیا      |
| ۶ امتیاز  | هلند          |
| ۵ امتیاز  | مقدونیه شمالی |
| ۴ امتیاز  | قزاقستان      |
| ۳ امتیاز  | مالت          |
| ۲ امتیاز  | اوکراین       |
| ۱ امتیاز  | فرانسه        |

#### نتایج دقیق رای‌دهی
| قرعه | کشور          | داور A | داور B | داور C | داور D | داور E | میانگین رتبه | امتیاز داده شده |
| ---- | ------------- | ------ | ------ | ------ | ------ | ------ | ------------ | --------------- |
| ۰۱   | اوکراین       | ۷      | ۱۰     | ۱۱     | ۵      | ۱۵     | ۹            | ۲               |
| ۰۲   | پرتغال        | ۱۶     | ۱۴     | ۱۷     | ۱۸     | ۱۰     | ۱۷           |                 |
| ۰۳   | قزاقستان      | ۸      | ۶      | ۷      | ۸      | ۱۶     | ۷            | ۴               |
| ۰۴   | آلبانی        | ۱۰     | ۱۵     | ۱۴     | ۱۶     | ۵      | ۱۳           |                 |
| ۰۵   | روسیه         | ۲      | ۴      | ۲      | ۴      | ۱      | ۲            | ۱۰              |
| ۰۶   | هلند          | ۱۱     | ۱      | ۵      | ۱۱     | ۷      | ۵            | ۶               |
| ۰۷   | آذربایجان     | ۱۹     | ۱۹     | ۱۹     | ۱۹     | ۱۹     | ۱۹           |                 |
| ۰۸   | بلاروس        | ۱      | ۲      | ۳      | ۲      | ۳      | ۱            | ۱۲              |
| ۰۹   | جمهوری ایرلند | ۱۸     | ۱۸     | ۹      | ۱۷     | ۱۷     | ۱۸           |                 |
| ۱۰   | صربستان       | ۱۵     | ۸      | ۱۶     | ۱۵     | ۸      | ۱۴           |                 |
| ۱۱   | ایتالیا       | ۹      | ۱۱     | ۱۵     | ۱۰     | ۱۱     | ۱۱           |                 |
| ۱۲   | استرالیا      | ۶      | ۵      | ۱      | ۳      | ۱۳     | ۴            | ۷               |
| ۱۳   | گرجستان       | ۳      | ۳      | ۴      | ۱      | ۲      | ۳            | ۸               |
| ۱۴   | اسرائیل       | ۴      | ۱۲     | ۱۲     | ۱۳     | ۱۸     | ۱۲           |                 |
| ۱۲   | فرانسه        | ۱۳     | ۱۶     | ۶      | ۶      | ۱۲     | ۱۰           | ۱               |
| ۱۳   | مقدونیه شمالی | ۵      | ۱۳     | ۱۰     | ۱۲     | ۴      | ۶            | ۵               |
| ۱۴   | ارمنستان      |        |        |        |        |        |              |                 |
| ۱۵   | ولز           | ۱۷     | ۷      | ۱۳     | ۱۴     | ۱۴     | ۱۶           |                 |
| ۱۶   | مالت          | ۱۲     | ۹      | ۸      | ۹      | ۶      | ۸            | ۳               |
| ۱۷   | لهستان        | ۱۴     | ۱۷     | ۱۸     | ۷      | ۹      | ۱۵           |                 |